# Vezet
Vezet ist eine Commune déléguée in der französischen Gemeinde La Romaine mit 195 Einwohnern (Stand: 1. Januar 2022) im Département Haute-Saône in der Region Bourgogne-Franche-Comté.

## Geographie
Vezet liegt auf einer Höhe von 213 m über dem Meeresspiegel, zwei Kilometer südöstlich von Fresne-Saint-Mamès und etwa 35 Kilometer nordnordwestlich der Stadt Besançon (Luftlinie). Das Dorf erstreckt sich im Westen des Départements, im Saônebecken, am nördlichen Rand der Talniederung der Romaine.
Flankiert wird die Niederung auf der Nordseite von einem Plateau, das aus kalkigen und sandig-mergeligen Sedimenten der oberen Jurazeit aufgebaut ist. Die fruchtbaren Böden der Alluvialniederung und des Plateaus werden überwiegend landwirtschaftlich genutzt.
Nachbarorte von Vezet sind Soing-Cubry-Charentenay im Norden, Noidans-le-Ferroux und Le Pont-de-Planches im Osten, Fretigney-et-Velloreille, Les Bâties und La Vernotte im Süden sowie Greucourt und Fresne-Saint-Mamès im Westen.

## Geschichte
Verschiedene Funde weisen darauf hin, dass das Gebiet von Vezet bereits in prähistorischer Zeit besiedelt war. Im Mittelalter gehörte Vezet zur Freigrafschaft Burgund und darin zum Gebiet des Bailliage d’Amont. Vezet bildete eine eigene Herrschaft, die zum einen Teil im Besitz des Klosters La Charité, zum anderen Teil im Besitz einer Adelsfamilie war, die sich nach dem Ort benannte. In der Zeit des Dreißigjährigen Krieges (besonders um 1637) wurden zahlreiche Dorfbewohner von Truppen des Herzogs Bernhard von Sachsen-Weimar getötet und von einer Pestepidemie dahingerafft. Zusammen mit der Franche-Comté gelangte Vezet mit dem Frieden von Nimwegen 1678 definitiv an Frankreich. Die Herrschaft Vezet wurde 1749 zur Grafschaft erhoben. Durch einen Großbrand wurde 1788 ein großer Teil des Dorfes zerstört.
Mit Wirkung vom 15. Dezember 2015 wurden die früheren Gemeinden Greucourt, Le Pont-de-Planches und Vezet zur Commune nouvelle La Romaine fusioniert. Die Gemeinde Vezet gehörte zum Arrondissement Vesoul.

## Sehenswürdigkeiten
Die Dorfkirche Mariä Geburt in Vezet wurde gegen Ende des 18. Jahrhunderts neu erbaut. Sie beherbergt eine reiche Ausstattung, darunter Mobiliar und Altäre aus dem 17. und 18. Jahrhundert, sowie eine Statue des Saint-Gand (16. Jahrhundert).
Neben der Kirche befindet sich das Lavoir, das ebenfalls Ende des 18. Jahrhunderts errichtet wurde und als Brunnen, Waschhaus und Viehtränke diente. Sein Dach wird von Säulen getragen.

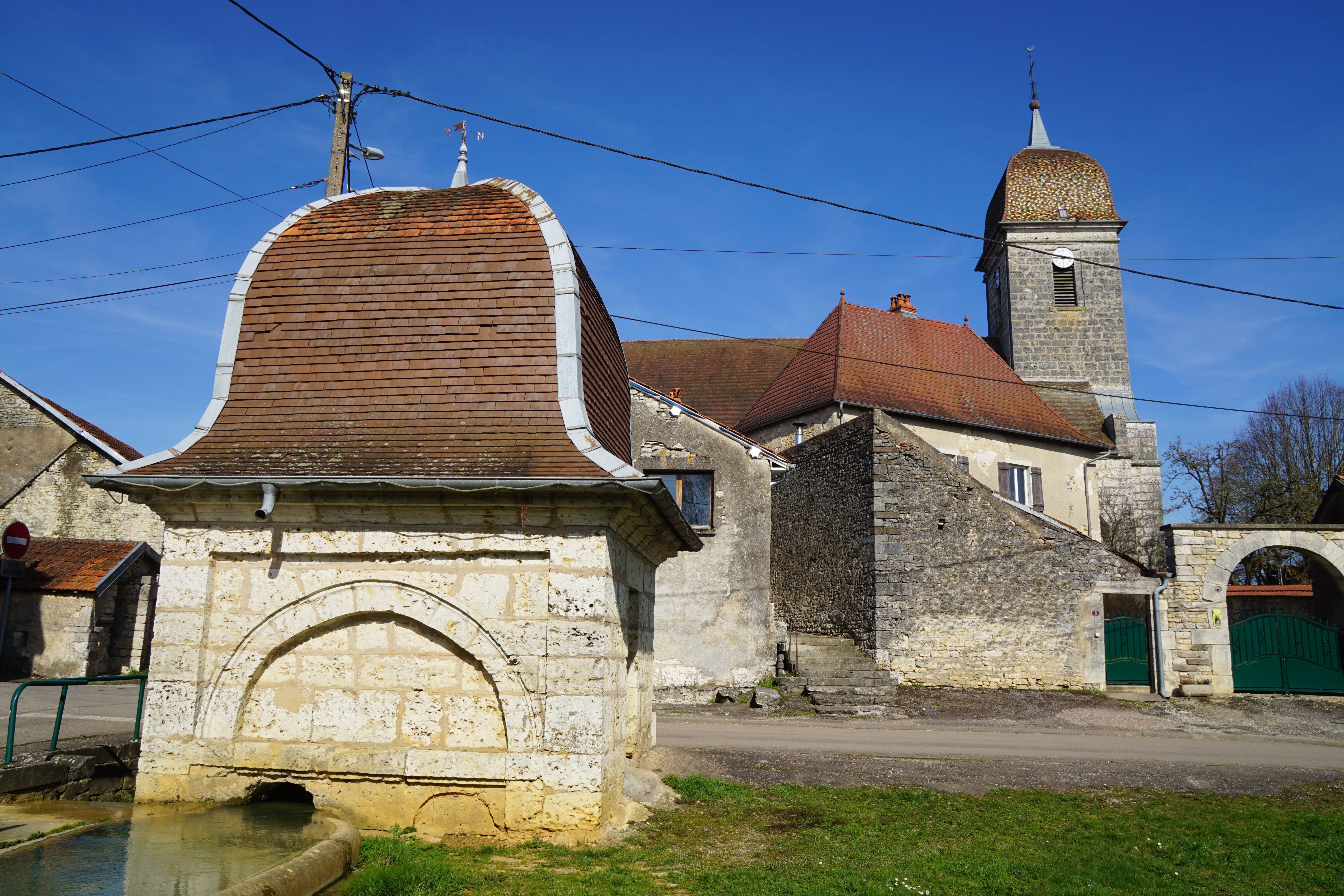
Kirche Mariä Geburt

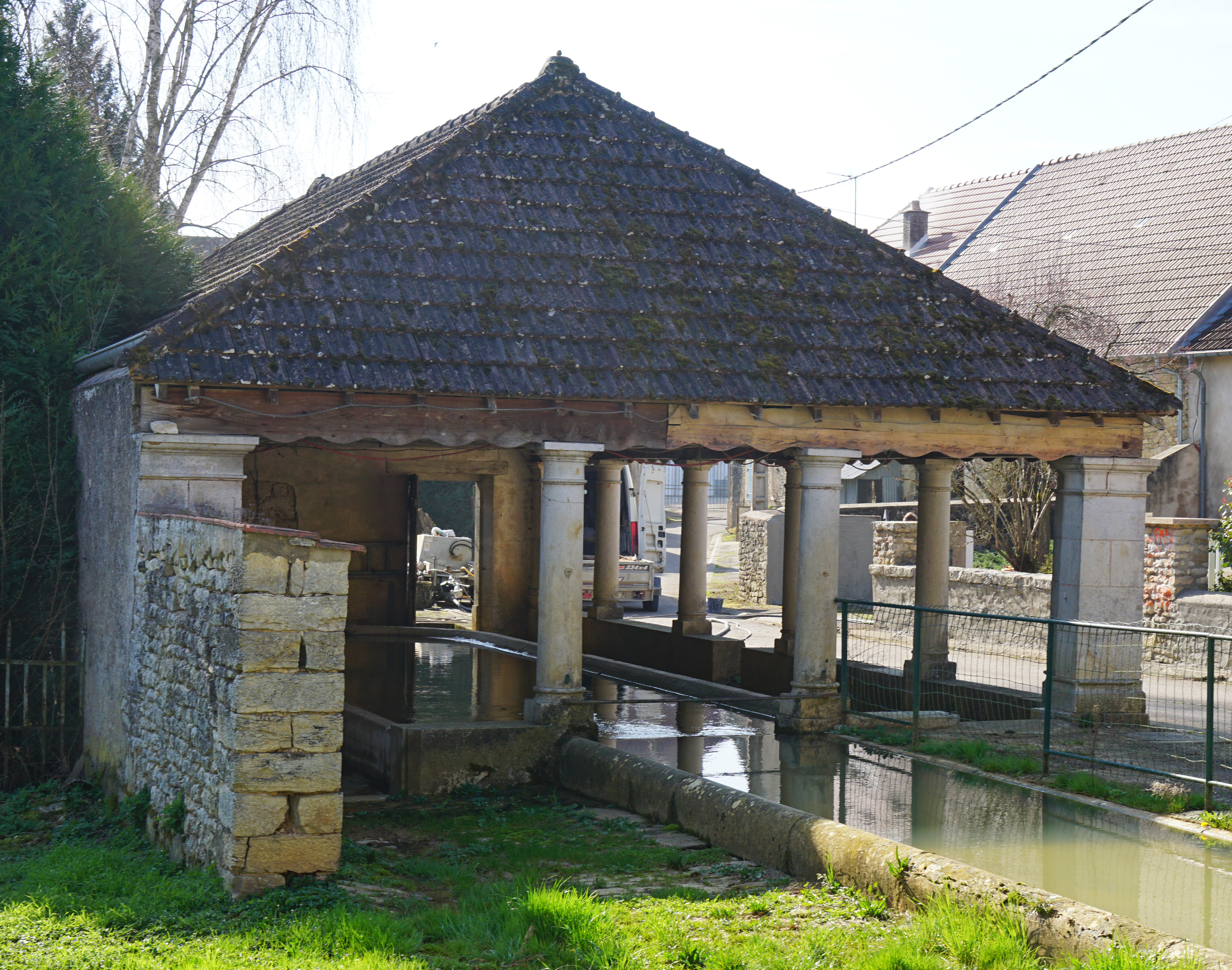
Lavoir

## Bevölkerung
| Bevölkerungsentwicklung | Bevölkerungsentwicklung |
| Jahr                    | Einwohner               |
| ----------------------- | ----------------------- |
| 1962                    | 225                     |
| 1968                    | 182                     |
| 1975                    | 187                     |
| 1982                    | 146                     |
| 1990                    | 138                     |
| 1999                    | 161                     |

Nachdem die Einwohnerzahl in der ersten Hälfte des 20. Jahrhunderts abgenommen hatte (1886 wurden noch 352 Personen gezählt), wurde seit Beginn der 1990er Jahre wieder ein leichtes Bevölkerungswachstum verzeichnet.

## Wirtschaft und Infrastruktur
Vezet war bis weit ins 20. Jahrhundert hinein ein vorwiegend durch die Landwirtschaft (Ackerbau, Obstbau und Viehzucht) und die Forstwirtschaft geprägtes Dorf. Heute gibt es verschiedene Betriebe des lokalen Kleingewerbes. In den letzten Jahrzehnten hat sich das Dorf zu einer Wohngemeinde gewandelt. Viele Erwerbstätige sind deshalb Wegpendler, die in den größeren Ortschaften der Umgebung ihrer Arbeit nachgehen.
Der Ort liegt abseits der größeren Durchgangsachsen an einer Departementsstraße, die von Fresne-Saint-Mamès nach Fretigney-et-Velloreille führt. Weitere Straßenverbindungen bestehen mit Les Bâties und Soing-Cubry-Charentenay.